# Золушка (мультфильм, 1979)
«Зо́лушка» — советский мультипликационный фильм, созданный в 1979 году на студии «Союзмультфильм» по одноимённой сказке Шарля Перро.
В 1982 году включён в сборник мультфильмов «Приключения волшебного глобуса или Проделки ведьмы» (новая редакция, 1991).

## Сюжет
Героями фильма стали сварливая мачеха, две её ленивые и несимпатичные дочери, безвольный муж-лесник и падчерица-служанка Золушка. Золушка с помощью феи попадает на королевский бал, где знакомится с принцем. Волшебство феи исчезает в полночь, Золушка убегает, теряя хрустальную туфельку. И, как всем известно, всё кончается удачно.

## Создатели
- автор сценария — Альберт Сажин
- стихи — Генрих Сапгир
- режиссёр — Иван Аксенчук
- художник-постановщик — Галина Шакицкая
- оператор — Борис Котов
- композитор — Игорь Цветков
- звукооператор — Владимир Кутузов
- ассистенты: Зоя Кредушинская, Майя Попова
- художники: Владимир Морозов, Ирина Светлица, В. Максимович
- монтажёр — Елена Тертычная
- редактор — Пётр Фролов
- художники-мультипликаторы: Олег Сафронов, Александр Панов, Виктор Лихачёв, Марина Восканьянц, Владимир Шевченко, Иосиф Куроян
- роли озвучивали:

Татьяна Шабельникова — Золушка,
Игорь Иванов — принц,
Людмила Шапошникова — мачеха,
Эльвира Бруновская — фея,
Всеволод Ларионов — герольд
- директор картины — Нинель Липницкая

## Создание
Важное место в мультфильме, как и в других работах, Иван Аксенчук уделял музыке.
Режиссёр легко шёл на технологическое новаторство — в этом мультфильме художник-постановщик Галина Шакицкая нарисовала все фоны на бархатной бумаге.

## Отзывы
Историк художественной мультипликации, сотрудник НИИ Киноискусства Георгий Бородин свидетельствует, что наряду с другими советскими мультфильмами «Золушка» завоевала широкую популярность в 1970—1980-х годах.
Светлана Верхоланцева на сайте «Наш фильм» отмечает, что «благодаря стихам Генриха Сапгира мультфильм по сценарию Альберта Сажина смотрится удивительно легко».